# Intégrité (cryptographie)
Pour les articles homonymes, voir Intégrité.
 (septembre 2024).
Si vous disposez d'ouvrages ou d'articles de référence ou si vous connaissez des sites web de qualité traitant du thème abordé ici, merci de compléter l'article en donnant les références utiles à sa vérifiabilité et en les liant à la section « Notes et références ».
De manière générale, l'intégrité des données désigne l'état de données qui, lors de leur traitement, de leur conservation ou de leur transmission, ne subissent aucune altération ou destruction volontaire ou accidentelle, et conservent un format permettant leur utilisation. L'intégrité des données comprend quatre éléments : l'intégralité, la précision, l'exactitude/authenticité et la validité.
L'intégrité est l'une des exigences de base de la sécurité informatique, de la gestion documentaire et de l'archivistique.

## Intégrité des données
En fait, l'expression intégrité des données correspond à deux notions légèrement différentes, selon que le contexte est celui des télécommunications ou de la cryptographie.
Si le principe général est le même — les données ne doivent pas avoir été modifiées depuis leur création, à comprendre au sens large (écriture sur un support de stockage, transmission...) — la cryptographie veut pouvoir affirmer que les données ont ou n'ont pas été modifiées, ce qui se fait souvent via une fonction de hachage ou, mieux, un code d'authentification de message (MAC) qui ajoute l'usage d'une clé secrète, tandis qu'en télécommunication, on souhaite simplement pouvoir détecter et souvent corriger ces modifications.
Une autre façon de présenter cette différence est de dire que la cryptographie cherche à prouver qu'il n'y a pas eu de falsification, alors que les télécommunications cherchent à vérifier qu'il n'y a pas eu d'erreurs de « copie ».
Précisons que dans une base de données relationnelle, l'intégrité des données a trois aspects : 
1. Précision ;
2. Exactitude ;
3. Validité.

Il existe plusieurs modèles d'intégrité, parmi lesquels on peut citer le modèle Biba, et le modèle de Clark et Wilson.

## Intégrité d'un système
L'intégrité d'un système est un principe selon lequel un système informatique est protégé contre les dysfonctionnements, les agressions et les attaques.  Sous-entendu que le traitement effectué par le système doit être complet, exact, rapide et autorisé.
Il existe des systèmes matériels pour le contrôle d'intégrité (vérification de sommes de contrôles lors des échanges entre cartes électroniques, tels les cartes réseaux, les disques durs ou les mémoires) et des logiciels de contrôle d'intégrité (Tripwire par exemple). 